# Éguzon-Chantôme
Éguzon-Chantôme è un comune francese di 1 314 abitanti situato nel dipartimento dell'Indre nella regione del Centro-Valle della Loira.

## Storia

### Simboli
Lo stemma del comune si blasona:
Ricalca quello dell'antica famiglia de Chamborant. Nel 1644, Etienne de Chamborant, signore de la Clavière acquisì la terra e la signoria di Éguzon diventando così proprietario della maggior parte dell'attuale comune di Éguzon.

## Società

### Evoluzione demografica
Abitanti censiti